# Kalakaua
David Kalakaua (Honolulu, 16 november 1836 – San Francisco, 20 januari 1891) was de laatste koning en op een na laatste monarch van het Koninkrijk Hawaï.
Hij kwam op 12 februari 1874 op de troon en bleef daar tot zijn dood.
Zijn voorganger, koning Kamehameha V had een nieuwe grondwet aangenomen en hierin stond dat wanneer er geen troonopvolger was aangewezen de nieuwe koning middels een referendum gekozen diende te worden.
De bevolking koos met een overweldigende meerderheid voor Lunalilo maar die had een ongezonde levensstijl en stierf een jaar later aan tuberculose.
Hierna werd Kalakaua toch nog als koning gekozen.
Kalakaua had grote plannen. Hij wilde alle Polynesische eilanden verenigen in één groot koninkrijk. Zo kreeg hij de koning van Samoa zover om een federatie aan te gaan met Hawaï. Deze hield echter maar een korte tijd stand.

Ook bracht hij staatsbezoeken aan Europese landen en ontmoette hij onder andere koningin Victoria. Tijdens dit bezoek kwam het tot een merkwaardig incident. Op hetzelfde moment dat Kalakaua Victoria bezocht, was haar schoonzoon, de Duitse kroonprins Frederik te gast. Deze was erover verbolgen dat de Hawaïaanse koning op hem voorging in het protocol. Zijn zwager, Edward, de prins van Wales stelde hem gerust zeggende dat de man "ofwel een koning was, ofwel een gewone nikker en hij in dat laatste geval helemaal niet aanwezig had behoren te zijn". Tijdens zijn reizen deed hij inspiratie op voor een koninklijk paleis. Zo liet hij het Iolanipaleis bouwen en weelderig inrichten.
Doordat het land steeds meer schulden maakte kwam er in 1887 een opstand waarna de macht van de koning verder werd ingeperkt.
Kalakaua heeft zich erg ingezet voor de huladans. Deze rituele dansvorm was sinds het begin van de 19e eeuw verboden, hoewel het een belangrijk element in de Hawaïaanse cultuur was. Onder zijn bewind werd het verbod opgeheven en werd het dansen verder gecultiveerd.
In 1890 ging zijn gezondheid snel achteruit. Op advies van zijn arts verhuisde hij naar San Francisco waar hij een jaar later stierf op 54-jarige leeftijd.
Kalakaua had aan het begin van zijn heerschappij wel weer een troonopvolger aangewezen, namelijk zijn broer Leleiohoku, maar deze stierf voordat Kalakaua stierf. Na zijn dood in 1891 kwam zijn zuster Liliuokalani op de troon.

## Wetenswaardigheden
- Kalakaua was bevriend met Robert Louis Stevenson, de schrijver van onder andere Schateiland.

## Noot
1. ↑  O. Lindeman, Vorstenschemering. De families, de onderlinge verhoudingen, de huwelijken, de paleizen en hoven en de val de Europese dynastieën met wat daaraan voorafging en wat overbleef, Zaltbommel, 1974, p. 123